# وارن ميلر (مؤلف)
وارن ميلر (بالإنجليزية: Warren Miller)‏‏ (31 أغسطس 1921 في بنسيلفانيا - 20 أبريل 1966 في نيويورك)؛ كاتب، وروائي من الولايات المتحدة.

## روابط خارجية
- وارن ميلر على موقع IMDb (الإنجليزية)
- وارن ميلر على موقع أول موفي (الإنجليزية)
- وارن ميلر على موقع قاعدة بيانات برودواي على الإنترنت (الإنجليزية)
- وارن ميلر على موقع قاعدة بيانات برودواي على الإنترنت (الإنجليزية)
- وارن ميلر على موقع قاعدة بيانات الفيلم (الإنجليزية)
- وارن ميلر على موقع كينوبويسك (الروسية)